# Eupithecia scoriata
Eupithecia scoriata là một loài bướm đêm trong họ Geometridae.